# Muff
Muff je slovenska pop skupina, ki je nastala leta 2011. Skupino sestavljajo Senida Hajdarpašić - Senidah (vokal), Tadej Košir (električna kitara), Grega Robič (bas kitara), Dorian Granda (bobni) in Miha Gorše (klaviature, spremljevalni vokal), deluje pa pod producentsko taktirko Anžeta Kacafure - Cazzafure.
Najbolj znani so po uspešnici Naj sije v očeh, ki je prvotno nastala kot džingel za oglasne bloke na Pop TV. Naj sije v očeh je bila najbolj predvajana slovenska skladba na slovenskih radiih leta 2012. Leta 2014 so osvojili drugo mesto na Emi s pesmijo Let Me Be (Myself), z Uspavanko pa so nekaj mesecev pozneje nastopili na Viktorjih. 15. novembra 2014 je izšel njihov albumski prvenec Muff, za katerega so prejeli zlato piščal za najboljši album leta 2014.
2018 so izdali EP Unity.

## Diskografija
Albumi in EP-ji
- 2014: Muff
- 2018: Unity – EP

Radijski singli
- Ti daješ (2011)
- Povej mi (2011)
- Naj sije v očeh (2012)
- Tvoje moje (2012)
- Nov dan (2013)
- Let Me Be (Myself) (2014)
- Uspavanka (2014)
- Aha (2015)
- Kardia (2015) – sodelovanje s Susnyaro
- Where You Left Me (2016)
- Bit (2016)
- LV (2017)
- Ti si ta (2018)